# Братя Спаркс
„Братя Спаркс“ (на английски: The Sparks Brothers) е документален филм от 2021 година на режисьора Едгар Райт, в който се разказва за Рон и Ръсел Маел, членовете на поп и рок дуото „Спаркс“.